# Grad Pobrežje
Grad Pobrežje stoji na strmih pečinah nad reko Kolpo v naselju Pobrežje.

## Zgodovina
Leta 1547 je hrvaški plemič oz. žumberški kapetan Ivan Lenković prišel v last vasi v Beli krajini blizu Dolenjci, ki je bila del posestva Mehovo, ki ga je on kupil. V belokranjskem muzeju v Metliki   je shranjen njegov kamniti grb, ki je bil del gradu. Potem, ko je kupil posestvo je tu naselil Uskoke.
Lenković, ki je pozneje postal general vojne krajine, je nato zaprosil takratnega avstrijskega cesarja Ferdinanda I. za graditev gradu v vasi. Ta mu je prošnjo leta 1550 odobril. Grad Pobrežje je bil zgrajen leta 1557 kot utrdba za obrambo pred turskimi vpadi. Po graditvi je grad postal glavna obrambna fortifikacija Bele krajine na tem področju. Temu naj bi služilo tudi naselitev Uskokov. Po Stoparjevi knjigi je bil grad poimenovan po nemško Freienturn ( na slikah dostikrat tudi Freyenthurn = »freier Turm« (svobodni stolp), ker ga Turki niso mogli zavzet. Pobrežje naj bi pa pomenilo raj pod brezami.
Leta 1564 je grad kupil Krištof pl. Purgstall (oz. Burgstall) s Krupe. Podedoval ga je njegov sin Adam Purgstall. Kasnejši gospodarji so bili baron Jurij Lenkovič (leta 1599), speti Burgstallovi (1614), grof Andrej Danijel Barbo, Jožef Leopold Bonazzi (1752), grofica Frančiška Auersperg (1773), Alojz Apfalter (1797), Katarina Gall (rojena Gusič), Janez Krištof, Janez Balazar, Jernej in Mihael Monfrienoma. Leta 1904 sta ga kupili metliški hotelir/posestnik Danijel Makar in gradaški poštni mojster Julij Macele (Mazelle). Leta 1914 je prišel v last Zemljiške banke v Pragi, potem v last Antona Zurca in potem v last rodbine Rauch (Petr Rauch je bil oskrbnik na Krupi).

## Druga svetovna vojna
Lega gradu je bila zelo ugodna v srednjeveških časih in zidovi so bili dovolj močni, dokler še ni bilo topov. To se je seveda spremenilo v sodobnih časih. Grad je bil med drugo svetovno vojno dvakrat požgan, nazadnje 22. marca leta 1945. V povojnem času so na žalost domačini iz okolice in posebno iz vasi Adlešiči uporabljali kamenje za obnovo hiš. Zato je do danes ostalo le malo od gradu.

## Sedanjost
Danes je grad v bistvu v razvalinah. Eden od bivših stolpov je v stanovanje preurejen in naseljen. Ohranjen je poznogotski portal in tako imenovana Generalija, ki je naseljena. Podoba gradu je ohranjena v predvojnih fotografijah. Nekatere od teh so natiskane v Stoparjevi knjigi, ene lepa črno-belo fotografija pa je na ogled v bifeju kmetijske zadruge v Adlešičih.
Leta 1697 je bila zgrajena še grajska cerkev svetega Florijana, ki pa je danes v ruševinah.